# Yunfu
Yunfu (cinese: 云浮 ; pinyin: Yúnfú) è una città con status di prefettura della provincia del Guangdong, nella Cina meridionale.

## Geografia antropica

### Suddivisioni amministrative
La prefettura di Yunfu è a sua volta divisa in 1 distretto, 1 città e 3 contee.
- il Distretto di Yuncheng - 云城区 Yúnchéng Qū ;
- la città di Luoding - 罗定市 Luódìng Shì ;
- Contea di Xinxing - 新兴县 Xīnxīng Xiàn ;
- Contea di Yunan - 郁南县 Yùnán Xiàn ;
- Contea di Yun'an - 云安县 Yún'ān Xiàn.